# Huang Yaqiong
Huang Yaqiong (født 28. februar 1994) er en kinesisk badmintonspiller.
Hun repræsenterede Kina ved sommer-OL 2020 i Tokyo, hvor hun vandt sølv i mixeddouble.